# Dorrance
Dorrance är en ort i Russell County i Kansas. Vid 2010 års folkräkning hade Dorrance 185 invånare.